# Prielestnyj
Prielestnyj (ros. Прелестный) – chutor w zachodniej Rosji, w sielsowiecie sołdatskim rejonu fatieżskiego w obwodzie kurskim.

## Geografia
Miejscowość położona jest nad Żurawczikiem (prawy dopływ Rudy w dorzeczu Usoży), 7 km od centrum administracyjnego sielsowietu (Sołdatskoje), 9 km na południowy zachód od centrum administracyjnego rejonu (Fatież), 42 km na północny zachód od Kurska, 8 km od drogi magistralnej (federalnego znaczenia) M2 «Krym» (część trasy europejskiej E105).
W chutorze znajdują się 14 posesje.
Klimat
Miejscowość, jak i cały rejon, znajduje się w strefie klimatu kontynentalnego z łagodnym ciepłym latem i równomiernie rozłożonymi opadami rocznymi (Dfb w klasyfikacji klimatów Köppena).

## Demografia
W 2010 r. chutor zamieszkiwało 8 osób.